# Audi A8
Audi A8 är en personbil i storbilsklassen, tillverkad av Audi och är märkets flaggskepp. I jämförelse med konkurrenternas erbjudanden i samma storleksklass utmärker sig Audi A8 med permanent fyrhjulsdrift och kaross i aluminium. Audi S8 är en sportigare version med högre prestanda.

## Första generationen (1994–2002)

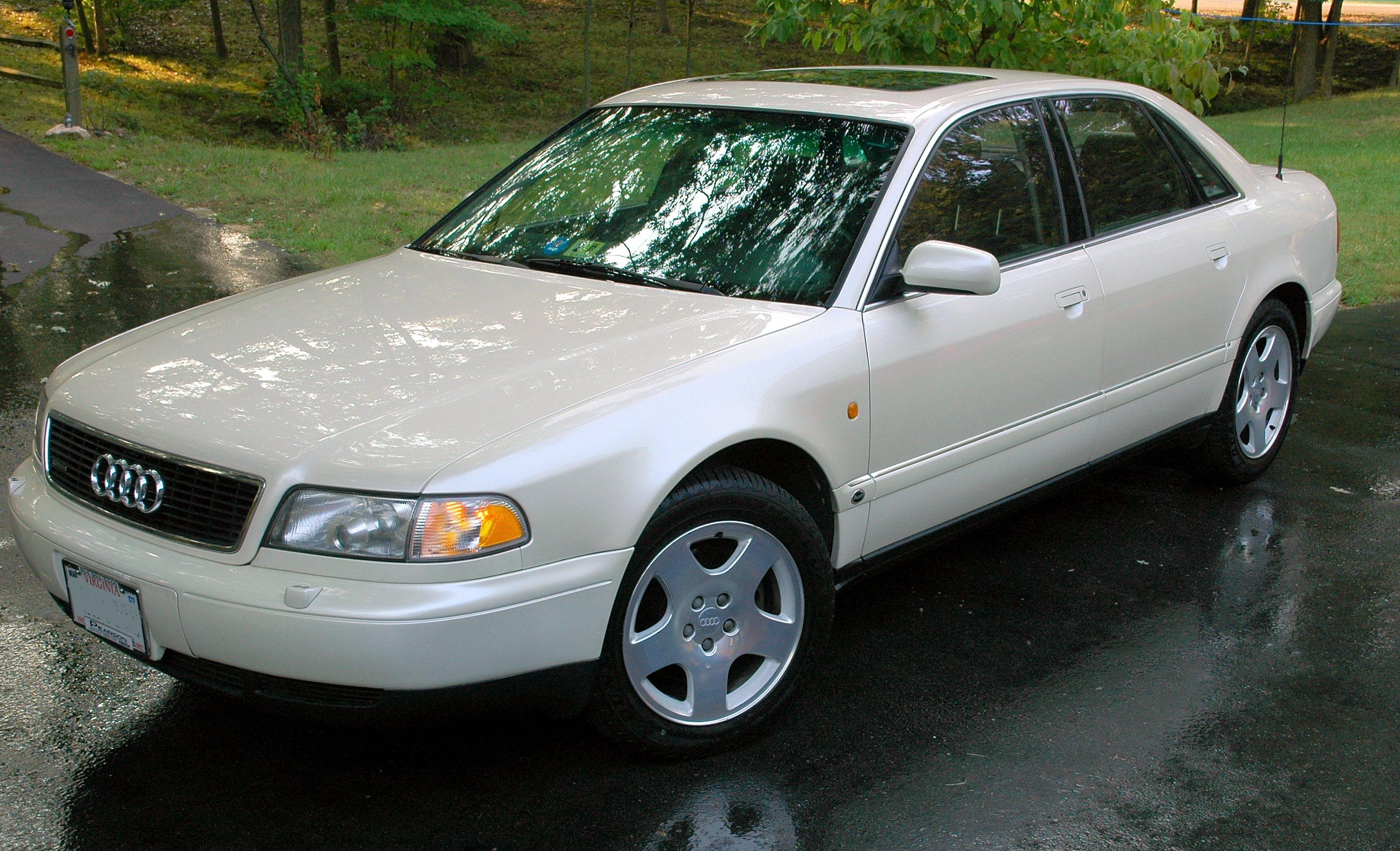
Första generationen Audi A8.

Audi A8 lanserades 1994 som ersättare till Audi V8. Den första generationen D2 kunde stoltsera med lägre vikt och starkare motorer än många konkurrenter. Valbara versioner var 2.8 , 2.8  Quattro, 3.7  Quattro, 4.2  Quattro - endast V6:an gick att få med manuell växellåda.
1997 lanserades S8 som var en högprestandaversion av A8, 340 hk och valbar med 6-växlad manuell växellåda. 
2001 gick A8 att få med W12 som var en kompakt 12 cylindrig bensinmotor på 6,0 liter och 420 hk. Motorn var i princip konstruerad av två st VR6-motorer och mycket kompakt för att vara en 12-cylindrig motor. Detta var en sen åtgärd att stärka modellens status då det förväntades att en bil i detta segment hade en 12-cylindrig motor på modellprogrammet. Närmsta konkurrenten BMW 7-serie introducerade V12-motor i dåvarande 7-serie, redan 1988. 

## Andra generationen (2002-2009)
2003 kom en ny generation, D3, med något smäckrare linjer. S8 fick en V10-motor på 450 hk.
2005 fick A8 den singelframegrill som Audi introducerade med nya Audi A6 samma år.

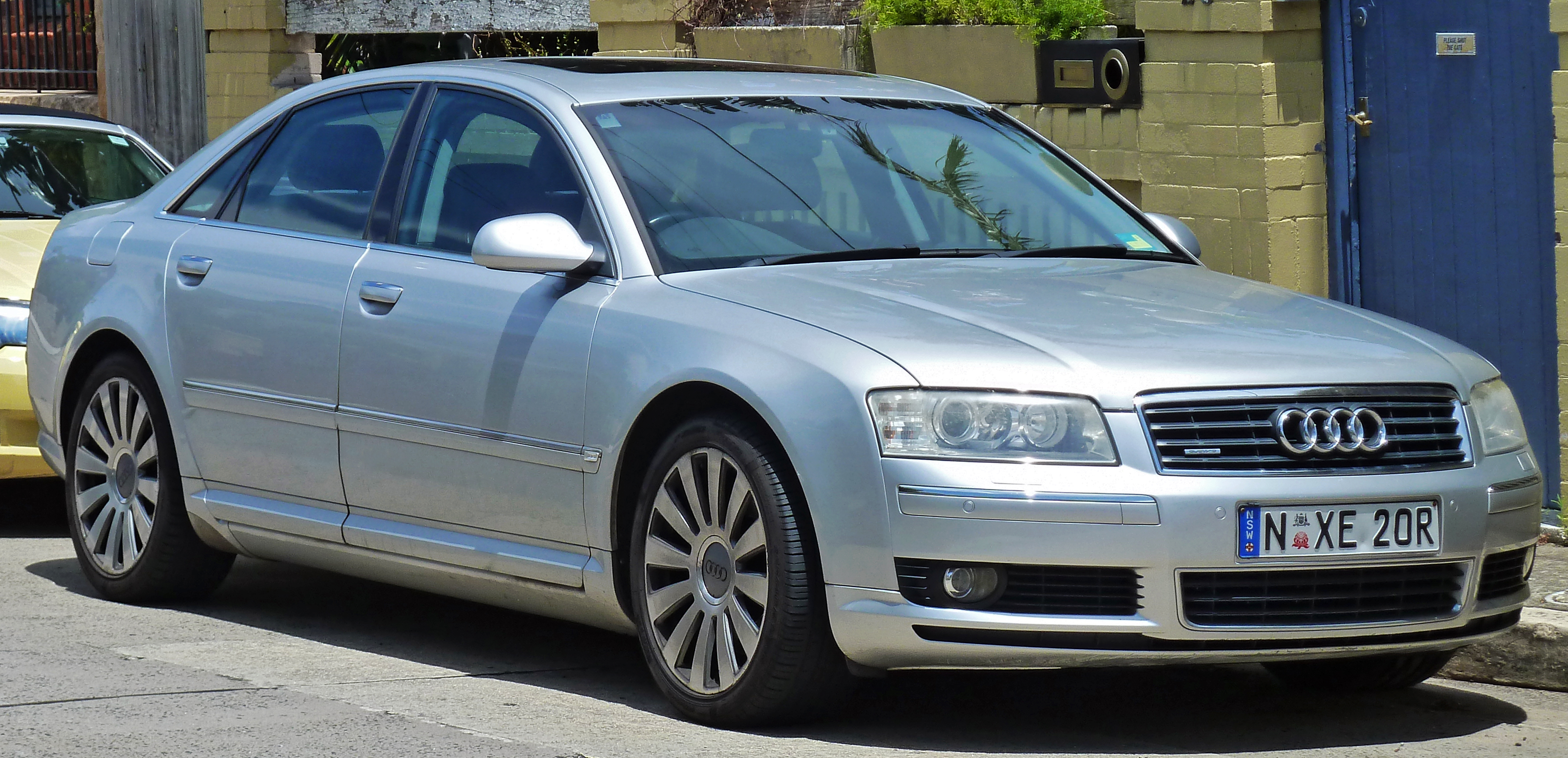
A8 som generation två

## Tredje generationen (2011-2017)

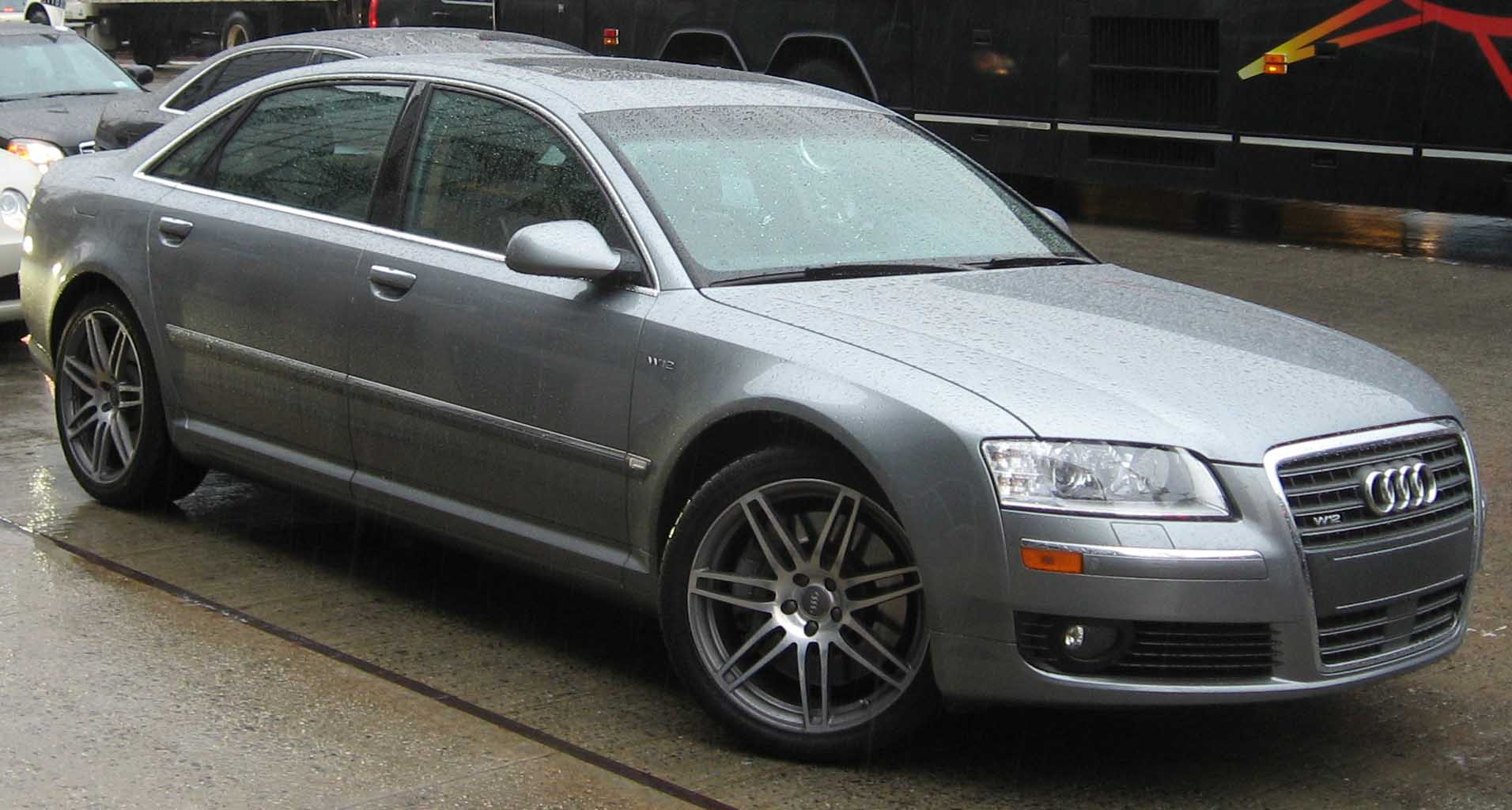
Audi A8 i tredje generationen

2010 lanserades en helt ny A8 (D4).

## Fjärde generationen (2018-nuvarande)
Fjärde generationen lanserades 2017 som modellår 2018.

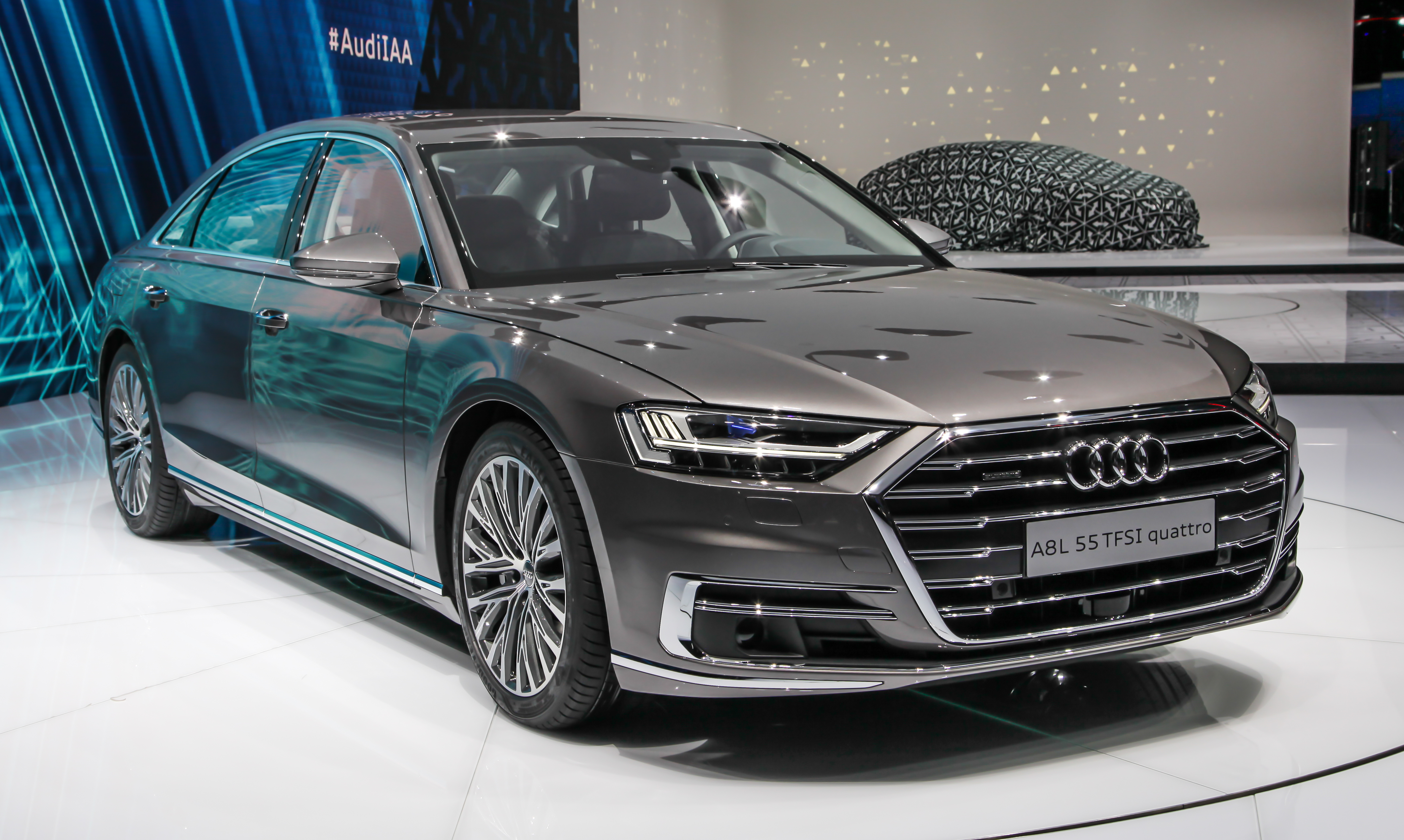
Audi A8 i fjärde generationen

## Källhänvisningar
1. ↑  ”Audi S8 | Test, provkörningar & nyheter”. Teknikens Värld. https://teknikensvarld.se/bil/audi/s8/. Läst 19 oktober 2018.
2. ↑  ”Audi A8 | Test, provkörningar & nyheter”. Teknikens Värld. https://teknikensvarld.se/bil/audi/a8/. Läst 19 oktober 2018.
3. ↑  [https://web.archive.org/web/20181019122047/http://egmont-media.s3-website-eu-west-1.amazonaws.com/ams/biltester_pdf/071606.pdf ”Audi A8. 
Aluminiumburk på steroider”] (PDF). 2007. Arkiverad från originalet den 19 oktober 2018. https://web.archive.org/web/20181019122047/http://egmont-media.s3-website-eu-west-1.amazonaws.com/ams/biltester_pdf/071606.pdf. Läst 19 oktober 2018.
4. ↑  ”Audi visar nya S8 - med V10-motor”. auto motor & sport. https://www.mestmotor.se/automotorsport/artiklar/nyheter/20051019/audi-visar-nya-s8-med-v10-motor/. Läst 19 oktober 2018.
5. ↑  ”https://www.hemmings.com/magazine/hmn/2012/02/Future-Throwback/3708521.html”. www.hemmings.com. https://www.hemmings.com/magazine/hmn/2012/02/Future-Throwback/3708521.html. Läst 19 oktober 2018.
6. ↑  ”Ägarna om Audi A8: Komfort och körglädje”. auto motor & sport. Arkiverad från originalet den 19 oktober 2018. https://web.archive.org/web/20181019121958/https://www.mestmotor.se/automotorsport/artiklar/biltester/20100801/audi-a8-komkort-och-korgladje/. Läst 19 oktober 2018.
7. ↑  ”Nya Audi A8 officiell – fakta, bilder och film”. Teknikens Värld. https://teknikensvarld.se/nya-audi-a8-officiell-fakta-bilder-och-film-497470/. Läst 19 oktober 2018.